# Svartgölen (Malexanders socken, Östergötland, 644325-146175)
Svartgölen är en sjö i Boxholms kommun i Östergötland och ingår i Motala ströms huvudavrinningsområde.